# المحاجرالصعدية (ساة)
'

تعديل مصدري - تعديل

المحاجرالصعدية هي إحدى قرى عزلة ساه بمديرية ساة التابعة لمحافظة حضرموت، بلغ تعداد سكانها 43 نسمة حسب تعداد اليمن لعام 2004.